# Bobby Wellins

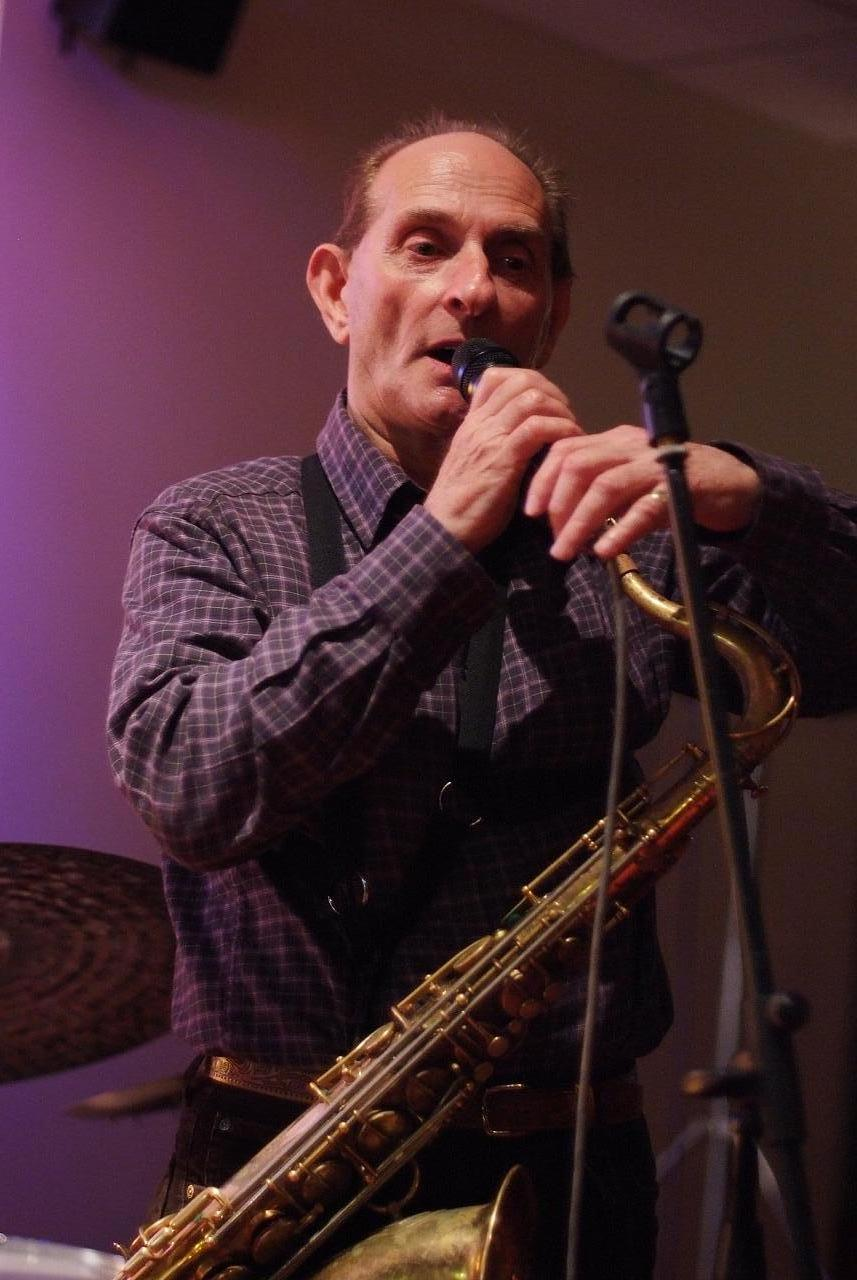
Bobby Wellins bei einem Auftritt 2008

Bobby Wellins (* 24. Januar 1936 in Glasgow; † 27. Oktober 2016) war ein schottischer Tenorsaxophonist des Modern Jazz.

## Leben und Wirken
Bobby Wellins’ Mutter sang in einer Tanzkapelle; sein Vater war Saxophonist. Mit zwölf Jahren begann er mit dem Saxophonspiel. Nach seiner Schulzeit in Uxbridge arbeitete er in Londons Jazzszene, wie im Dorchester bei Tommy Wittle. Er wurde schließlich Ende der 1950er Jahre bekannt durch seine Mitgliedschaft im Quintett von Buddy Featherstonhaugh, dem auch Kenny Wheeler angehörte. Er spielte in dieser Zeit auch in Tony Crombies Jazz Inc., wo er den Pianisten Stan Tracey kennenlernte, dessen Quartett er Anfang der 1960er Jahre angehörte. Er ist u. a. auf dessen Alben With Love from Jazz und Under Milk Wood (1965) zu hören. Nach dem Urteil der Autoren Richard Cook und Brian Morton erwarb er sich seine Reputation in der britischen Hardbop-Szene mit seinem Solo in Starless and Bible Black.
Mitte der 1970er Jahre leitete er ein eigenes Quartett bzw. ein Quintett, dem Don Weller angehörte. Krankheitsbedingt musste er in diesen Jahren häufiger pausieren. 1978 wirkte er bei Jimmy Kneppers Album Special Relationship mit; in den 1980ern hatte er eine Band mit Jim Mullen. 1989 entstand mit Kenny Wheeler das Comeback-Album Birds of Brazil; in den 1990er Jahren spielten in seinem Quartett der Pianist John Critchinson, Bassist Andy Cleyndert und der Schlagzeuger Martin Drew (bzw. Spike Wells). Insbesondere mit seinem Satin Album (1996) – einer Hommage an Billie Holidays tragisches Alterswerk Lady in Satin – erwarb er sich einen Ruf als hervorragender Balladenspieler. 2000 spielte er mit Liam Noble ein dem Sänger Tony Bennett gewidmetes Album ein (The Best Is Yet to Come); 2004 folgte das Album The Bad and the Beautiful mit dem Trio von Pete Churchill und 2011 das Album Smoke & and Mirrors mit der Pianistin Kate Williams. 
In dem Film Grand Prix (1966) mit Paul Newman und James Garner hat er einen Kurzauftritt in einem Jazzquartett des Pianisten Harry South.

## Diskographische Hinweise
- Birds of Brazil (Sungai, 1989 mit Pete Jacobsen)
- Nomad (Hot House, 1992) mit Jonathan Gee
- Don’t Worry ’bout Me (Cadillac Records, 1996) mit Alec Dankworth
- The Satin Album (Jazzizit, 1996)
- The Best Is Yet to Come (Jazzizit, 2000)
- Fun (Jazzizit, 2004)
- Songs for Quintet (ECM, 2014) mit Kenny Wheeler
- The Bobby Wellins / Kenny Wheeler Quintet: The Endangered Species (2025)